# James Demmel

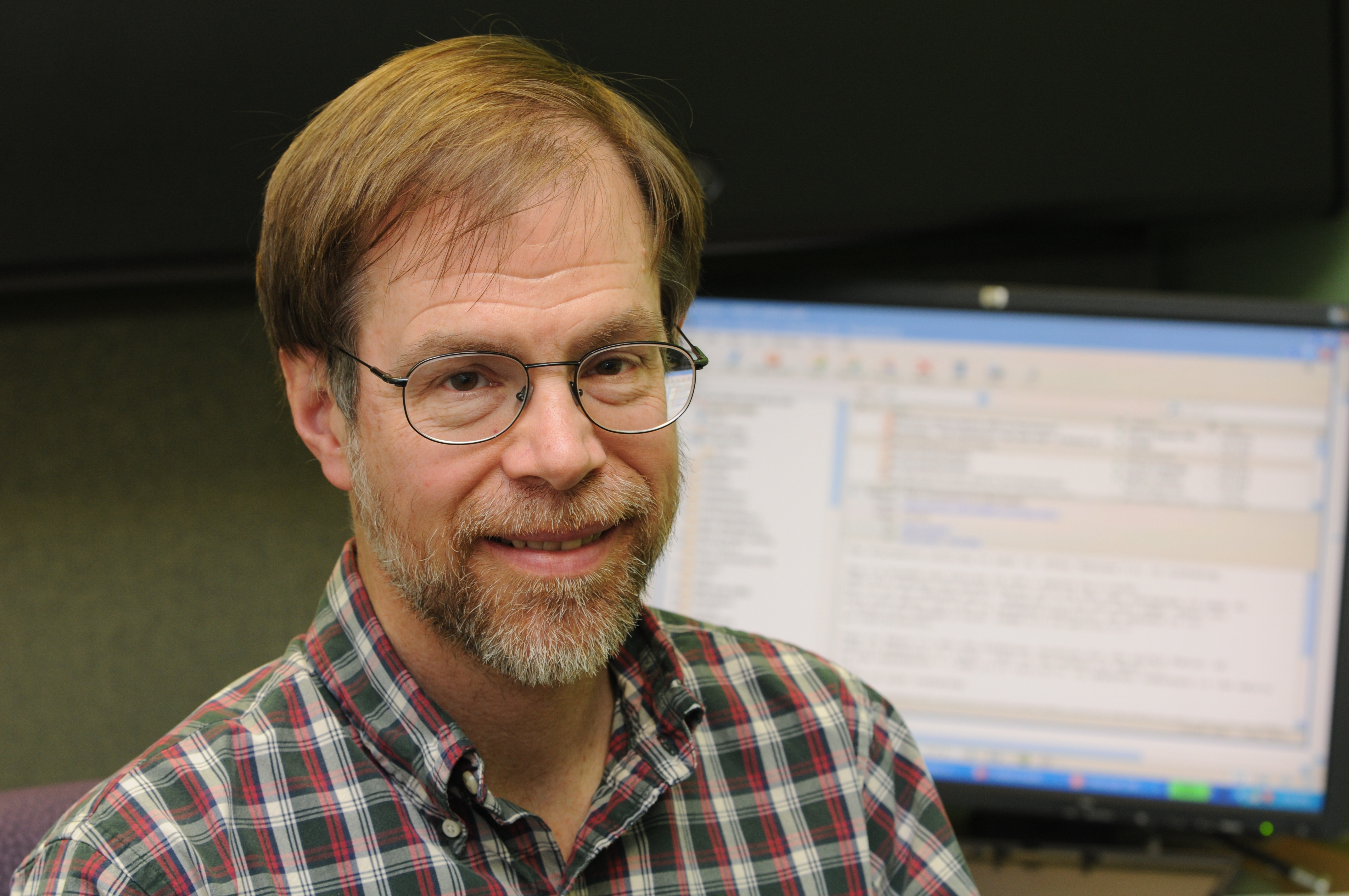
James Demmel

James Weldon Demmel (* 19. Oktober 1955 in Pittsburgh, Pennsylvania) ist ein US-amerikanischer Mathematiker, der sich mit Numerischer Mathematik befasst.

## Leben
Demmel machte 1975 seinen Bachelor-Abschluss am Caltech und wurde 1983 an der University of California, Berkeley, in Informatik bei William Kahan promoviert (A numerical analyst′s Jordan canonical form). Ab 1983 war er in der Fakultät für Informatik der New York University und ab 1990 Professor in Berkeley, wo er ab 2004 Carl Dehmel Distinguished Professor ist.
Er ist bekannt für seinen Beitrag zu LAPACK und ScaLAPACK, Software-Bibliotheken für numerische lineare Algebra für Hochleistungsrechner. 1999 gewann sein Multigrid-FEM-Programm Prometheus (geschrieben mit Mark Adams und Robert Taylor) den Carl Benz Award und 2004 den Gordon Bell Preis. 1993 erhielt er den James-H.-Wilkinson-Preis, den Presidential Young Investigator Award, 1986 den Leslie Fox Preis des Institute of Mathematics and its Applications, 2010 den Sidney Fernbach Award der IEEE und 2014 den Paris-Kanellakis-Preis. Er ist Mitglied der National Academy of Engineering (1999), der National Academy of Sciences (2011) und der American Academy of Arts and Sciences (2018). Er ist Fellow der American Mathematical Society, des Institute of Electrical and Electronics Engineers und der American Association for the Advancement of Science. 2002 war er Invited Speaker auf dem Internationalen Mathematikerkongress in Peking mit seinem Vortrag The complexity of accurate floating point calculation.
Er ist mit Katherine Yelick verheiratet, die Professorin für Elektrotechnik und Informatik in Berkeley ist.